# Robert Grant Aitken

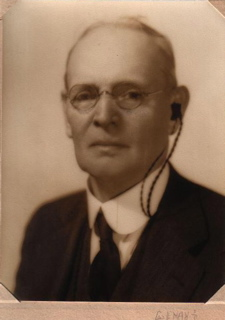
Robert Grant Aitken

Robert Grant Aitken (* 31. Dezember 1864 in Jackson, Kalifornien; † 29. Oktober 1951 in  Berkeley, Kalifornien) war ein US-amerikanischer Astronom.

## Leben
Von 1895 bis 1935 arbeitete R. G. Aitken am Lick-Observatorium in Kalifornien, dessen Direktor er 1930–1935 war.
Er war spezialisiert auf die Beobachtung von Doppelsternen, von denen er 3.100 neue Paare entdeckte. 1923 entdeckte er einen schwachen Begleiter von Mira. Sein Hauptwerk, das er zusammen mit William Joseph Hussey (1862–1926) verfasste, ist der zweibändige New General Catalogue of Double Stars within 120 degrees of the North Pole. Er enthält Informationen über 17.180 Doppelsterne und wurde 1932 veröffentlicht. Eine zweite wichtige Veröffentlichung war The Binary Stars von 1918 (zweite, erweiterte Auflage 1935).
Neben seinen Veröffentlichungen maß und berechnete er die Bahnen von Kometen, Monden und Kleinplaneten.
Seit 1918 war Aitken Mitglied der National Academy of Sciences und seit 1919 der American Philosophical Society. 1932 wurde er mit der Goldmedaille der Royal Astronomical Society ausgezeichnet. Der Asteroid (3070) Aitken und ein Krater auf der Rückseite unseres Mondes sind nach ihm benannt.

## Werke
- R. G. Aitken: Life on Other Worlds. In: Journal of the Royal Astronomical Society of Canada. Band 5, Nr. 5, 1911, S. 291.